# Judy Kuhn
Judy Kuhn   (Nova York, 20 de maig de 1958) és una actriu i cantant estatunidenca, coneguda pel seu treball al teatre musical. Nominada quatre vegades al Premi Tony, ha publicat quatre àlbums d'estudi i va cantar el paper principal a la pel·lícula Pocahontas de 1995, inclosa la seva interpretació de la cançó "Colors of the Wind", que va guanyar l'Oscar a la millor cançó original.
Kuhn va fer el seu debut professional a l'escena el 1981 i el seu debut a Broadway a la producció original del musical The Mystery of Edwin Drood el 1985. Entre els rols posteriors de Broadway hi ha Cosette a Les Misérables (1987), Florence Vassy a Chess (1988) i Amalia Balash a She Loves Me (1993). Per cadascun d'ells va rebre nominacions al premi Tony. També va rebre una nominació al premi Olivier pel seu debut al West End de 1989 interpretant Maria/Futura a Metropolis. Altres papers musicals inclouen a Betty Schaeffer a la producció estrenada als Estats Units de Sunset Boulevard a Los Angeles el 1993 i el paper guanyador del Premi Obie com a Emmie a la producció de l'Off-Broadway del 2001 d'Eli's Comin. Va rebre una quarta nominació al Tony el 2015 pel seu paper d'Helen Bechdel a la producció original de Fun Home a Broadway i una segona nominació a Olivier el 2020 pel seu paper de Golde en un revival londinenc de Fiddler on the Roof.

## Biografia
Kuhn (pronunciat koon) va néixer a Nova York de pares jueus i va créixer a Bethesda, Maryland. Va assistir a Georgetown Day School a Washington, DC. Va ingressar a l'Oberlin College. Després de prendre classes de veu amb Frank Farina, Kuhn es va traslladar a l'Oberlin Conservatory of Music. també estava interessat en el teatre musical i altres tipus de música, a més de la música clàssica per a la qual és més conegut el Conservatori. Es va formar com a "soprano operística" a Oberlin, i es va graduar el 1981.
Després de la universitat, es va traslladar a Boston, on va fer de cambrera i va estudiar interpretació. Després d'aparèixer en repertori d'estiu, Kuhn es va traslladar de nou a Nova York.

### Carrera teatral

#### 1985–1989
El seu debut a Broadway va ser a Drood, un musical de Rupert Holmes basat en la novel·la inacabada de Charles Dickens, el 1985. Va interpretar els papers d '"Alice / Miss Isabel Yearsley / Succubae" i era suplent pel paper principal de Betty Buckley. La seva següent aparició a Broadway va ser en el malaguanyat Rags, que es va estrenar el 21 d'agost de 1986 i es va tancar després de quatre representacions.
El seu següent paper de Cosette en la producció de Les Misérables de Broadway, li va portar la primera nominació al premi Tony, com a millor actriu de repartiment en un musical (1987), i la nominació al premi Drama Desk (1987) com a actriu destacada a un musical.
Kuhn va aparèixer a Chess, dirigida per Trevor Nunn, amb música de Benny Andersson i Björn Ulvaeus i lletres de Tim Rice al trasllat de Broadway del West End del 1988, interpretant un dels papers principals (Florence Vassy). Malgrat l'èxit de l'espectacle a Londres, Trevor Nunn va decidir reelaborar-lo per a Broadway a partir d'una òpera pop/rock com es va representar a Londres en una peça de teatre musical més convencional amb un nou llibret de Richard Nelson. Com a resultat, el nou programa va ser rebut amb crítiques sobretot negatives i es va tancar després de menys de dos mesos seguits, el 25 de juny de 1988. L'actuació de Kuhn al musical va rebre elogis de la crítica. "La seva bella veu de soprano-pop és el principal plaer de l'espectacle. Actua el paper simpàtic i coratge amb esperit i cor", va escriure Variety. The Village Voice assenyalà que "aboca un riu de sentiment i un to vocal exuberant en ... el paper". Va obtenir la seva segona nominació al premi Tony, aquesta vegada com a millor actriu en un musical (1988), i una nominació al premi Drama Desk 1988 com a actriu destacada en un musical. A més, l'enregistrament original del musical de Broadway va ser nominat al premi Grammy.
Va tornar a reprendre el seu paper de Florence Vassy més tard el gener de 1989 en una actuació de Carnegie Hall amb la resta del repartiment de Broadway, que va ser un benefici per a Emergency Shelter Inc. També va actuar en una versió de concert de Chessel 1989 a Skellefteå, Suècia, durant un torneig final de la Copa del Món d'escacs, on es va unir a Tommy Körberg i Murray Head, dos actors principals de la producció del musical del West End de 1986.
Kuhn va debutar a Londres el 1989, quan va protagonitzar la producció de Metropolis al West End, amb Jeremy Kingston, que va revisar per a The Times (Londres) escrivint "Em va agradar molt la seva actuació angulosa i nerviosa". Va rebre una nominació al premi Olivier com a millor actriu en un musical.

#### 1990–1996
El següent gran projecte de Broadway de Kuhn, Two Shakespearean Actors (1992), malgrat un repartiment que incloïa included Brian Bedford, Frances Conroy, Hope Davis, Victor Garber, Laura Innes i Eric Stoltz, va fracassar comercialment, tancant-se després de 29 representacions regulars.
El 1993, Kuhn va actuar al revival de She Loves Me, a la Roundabout Theater Company, interpretant a Amalia Balash, una jove botiguera de Budapest que desconeix que el seu company de feina que menysprea és el jove amb qui ha estat compartint una correspondència anònima. La seva interpretació li va valer la nominació al premi Tony com a millor actriu en un musical. L'enregistrament d'aquest revival a Broadway de 1993 no inclou Kuhn, que va deixar la producció abans que es produís l'àlbum.
El desembre de 1993, Kuhn va interpretar el paper de Betty Schaefer a la producció estrena dels Estats Units de Sunset Boulevard al Shubert Theatre de Los Angeles. La producció de Los Angeles va gravar un àlbum de repartiment, que és l'únic enregistrament de repartiment complet de l'espectacle amb la gravació original de Londres tallada en trenta minuts.
Els crèdits regionals de teatre a principis dels anys noranta inclouen The Glass Menagerie al McCarter Theatre, Princeton, New Jersey el 1991 com a "Laura" i Martin Guerre a la Hartford Stage Company, Hartford, Connecticut el 1993. Kuhn va tornar a representar el seu paper de Cosette el 1995, per a la representació del 10è aniversari al Royal Albert Hall de Londres, que es va publicar en DVD com Les Miserables: The Dream Cast a Concert.

#### 1997–2006
Kuhn va aparèixer al concert de King David, que era un projecte de Disney de 1997 amb un llibre i lletres de Tim Rice i música d'Alan Menken i dirigida per Mike Ockrent. Va realitzar-se per a una sèrie limitada de nou representacions al New Amsterdam Theatre.
Kuhn va cantar al segon concert benèfic anual de The Actors 'Fund Funny Girl el setembre del 2002 al teatre de New Amsterdam, amb diferents actrius que van assumir el paper de Fanny Brice. Va cantar "Who Are You Now?" i "People", de la qual Andrew Gans, de Playbill, va escriure: "va proporcionar un "People" intens, commovedor i amb veu plena," sensacionally belting ", és el peeeeeeople (wow!) més afortunat del món woo".
Els crèdits a l'Off-Broadway i de teatre regionals de Kuhn en aquest període inclouen: As Thousands Cheer (1998) Off-Broadway al Drama Dept., Greenwich House Theatre;Strike up the Band (1998) Concerts Encores! al New York City Center; el paper principal de The Ballad of Little Jo (2000) a la Steppenwolf Theatre Company de Chicago; ; Eli's Comin (2001) a la Vineyard Theatre Company (per la qual va guanyar un premi Obie); The Highest Yellow (2004) al Signature Theatre a Virgínia; i Les tres germanes (2005) en una nova adaptació de Craig Lucas al Intiman Theatre de Seattle, Washington.

#### 2007–present
El 23 d'octubre de 2007, Kuhn va tornar a la producció de Les Misérables a Broadway després de 20 anys, assumint aquesta vegada el paper de Fantine. Va succeir Lea Salonga i va romandre amb el programa fins que el revival va acabar el 6 de gener de 2008.
Kuhn va interpretar Fosca al revival del musical Passion de Stephen Sondheim-James Lapine a la companyia de l'Off-Broadway Classic Stage Company des de la seva obertura el febrer de 2013 fins al tancament previst per a l'abril de 2013. Kuhn havia interpretat anteriorment Fosca, a la producció de celebració de Stephen Sondheim el 2002 al Kennedy Center.
En 2013, Kuhn es va originar el paper de Helen Bechdel a la producció de Public Theater del musical de Fun Home, que va iniciar la seva estada el 30 de setembre de 2013 i es va estrenar oficialment el 22 d'octubre de 2013. El termini es va ampliar diverses vegades i es va tancar el 12 de gener de 2014. Va fer el mateix paper en la producció de Broadway, que es va estendre des de l'abril de 2015 fins al 10 de setembre de 2016 al Circle in the Square.
Kuhn va interpretar el paper de "Golde" en el revival de Fiddler on the Roof a Broadway, a partir del 22 de novembre de 2016. Ella interpreta Golde a la producció de Fiddler on the Roof de la Menier Chocolate Factory (Londres), que va començar el 23 de novembre de 2018 i es va presentar fins al 9 de març de 2019.

### Carrera fora del teatre
Els seus crèdits televisius inclouen Law & Order i Law & Order: SVU, All My Children i dos programes a la PBS: My Favorite Broadway: The Leading Ladies (enregistrat el 1998, emès el 1999) i In Performance at the White House: A Tribute to Broadway – The Shows el març de 1988.
Kuhn va cantar el paper principal a la pel·lícula d'animació Disney de 1995 Pocahontas. La partitura de la pel·lícula va guanyar un premi Oscar, i la banda sonora va aconseguir el número 1 al Billboard 200, venent més de 2,5 milions de còpies. La pel·lícula incloïa la interpretació de Kuhn de la cançó "Colors of the Wind", que va guanyar l'Oscar a la millor cançó original i un premi Grammy.
Kuhn també va cantar com a Pocahontas a la seqüela directa a vídeo Pocahontas II: Journey to a New World i a "If You Can Dream", una cançó de princesa Disney. Kuhn va aparèixer breument a la pel·lícula Long Time Since (1998) i va subministrar la veu de la banda sonora de la pel·lícula, que inclou una interpretació d'Auld Lang Syne.
Ha actuat en concert al Carnegie Hall, a l'Alice Tully Hall, i a l'Avery Fisher Hall a Manhattan, així com al Royal Albert Hall de Londres. Ha actuat en un concert de cabaret/discoteca en solitari a, per exemple, al pub Joe's al Public Theater l'octubre del 2007 i a l'Iridium de Nova York el gener del 2008. Va realitzar el seu concert en solitari a Feinstein's a Loews Regency al març de 2012.
El seu primer àlbum en solitari Just in Time: Judy Kuhn Sings Jule Styne es va publicar el 31 de gener de 1995. El segon àlbum en solitari de Kuhn Serious Playground: The Songs of Laura Nyro es va publicar el 2 d'octubre de 2007. El 2013 va publicar el seu tercer disc All This Happiness, que conté cançons de pop, jazz, cabaret i blues, juntament amb la cançó principal del disc, del musical Passion de Stephen Sondheim.
Kuhn també imparteix una classe d'interpretació de cançons als Michael Howard Studios de Nova York, on va estudiar abans de la seva carrera. Andrew Gans de Playbill va escriure que Kuhn "posseeix un dels instruments més rics i emocionants del seu entorn; també és una veu extremadament versàtil i distesa" i que Kuhn té "notables habilitats interpretatives".

## Vida personal
Kuhn viu amb el seu marit, David Schwab, i la seva filla Anna a la ciutat de Nova York.

## Filmografia

### Cinema i televisió
| Any       | Títol                                       | Rol                             | Notes                                                                                   |
| --------- | ------------------------------------------- | ------------------------------- | --------------------------------------------------------------------------------------- |
| 1992      | Lifestories: Families a Crisis              |                                 | debut a la televisió Episodi: "The Secret Life of Mary Margaret: Portrait of a Bulimic" |
| 1995      | Pocahontas                                  | Pocahontas                      | debut al cinema (només veu cantant)                                                     |
| 1995      | Disney Sing-Along Songs: Colors of the Wind | Pocahontas                      | (només veu cantant); curtmetratge                                                       |
| 1998      | Pocahontas II: Journey to a New World       | Pocahontas                      | (només veu cantant); directe a vídeo                                                    |
| 1998-2008 | Law & Order                                 | Adrienne Longmire/Beth Prentiss | 2 episodis; Episodi: "Expert" (1998)/Episodi: "Seer" (2003)                             |
| 2003      | Hope & Faith                                | Colleen                         | Episodi: "About a Book Club"                                                            |
| 2004      | Law & Order: Criminal Intent                | Dr. Anna Ford                   | Episodi: "Conscience"                                                                   |
| 2004      | Mulan II                                    | Princess Ting Ting              | (només veu cantant); directe a vídeo                                                    |
| 2007      | Law & Order: Special Victims Unit           | Corinne Nicholson               | Episodi: "Savant"                                                                       |
| 2007      | Enchanted                                   | Dona embarassada amb fills      |                                                                                         |
| 2012      | Elementary                                  | Board Member                    | Episodi: "The Rat Race"                                                                 |

### Teatre
| Any       | Títol                                    | Rol                                                             | Teatre                              |
| --------- | ---------------------------------------- | --------------------------------------------------------------- | ----------------------------------- |
| 1985–1987 | The Mystery of Edwin Drood               | Citizen of Cloisterham, Alice / Miss Isabel Yearsley / Succubae | Imperial Theatre                    |
| 1986      | Rags                                     | Bella Cohen                                                     | Mark Hellinger Theatre              |
| 1987      | Les Miserables                           | Cosette                                                         | The Broadway Theatre                |
| 1988      | Chess                                    | Florence Vassy                                                  | The Broadway Theatre                |
| 1989      | Aspects of Love                          | desconegut                                                      | Prince of Wales Theatre             |
| 1989      | Metropolis                               | Maria/Futura                                                    | West End theatre                    |
| 1992      | Two Shakespearean Actors                 | Miss Helen Burton                                               | Cort Theatre                        |
| 1993      | Sunset Boulevard                         | Betty Schaefer                                                  | Shubert Theatre                     |
| 1993–1994 | She Loves Me                             | Amalia Balash                                                   | Brooks Atkinson Theatre             |
| 1995      | Les Miserables: The Dream Cast a Concert | Cosette                                                         | filmed at Royal Albert Hall         |
| 1997      | King David                               | Michal                                                          | New Amsterdam Theatre               |
| 1998      | As Thousands Cheer                       | desconegut                                                      | Greenwich House Theater             |
| 2002      | Funny Girl                               | Fanny Brice                                                     | New Amsterdam Theatre               |
| 2005      | Children i Art                           | desconegut                                                      | New Amsterdam Theatre               |
| 2005      | A Wonderful Life                         | desconegut                                                      | Shubert Theatre                     |
| 2007-8    | Les Miserables                           | Fantine                                                         | Broadhurst Theatre                  |
| 2009      | Chance & Chemistry                       | desconegut                                                      | Minskoff Theatre                    |
| 2013      | Passion                                  | Fosca                                                           | Classic Stage Company               |
| 2013      | Fun Home                                 | Helen Bechdel                                                   | The Public Theater                  |
| 2016      | Fiddler on the Roof                      | Golde (substituí Jessica Hecht)                                 | Broadway Theatre                    |
| 2018      | Steel Magnolias                          | M'Lynn                                                          | The Cape Playhouse                  |
| 2018      | Fiddler on the Roof                      | Golde                                                           | Menier Chocolate Factory & West-End |

## Discografia

### Àlbums
| Títol                                        | Detalls de l'àlbum                                                                                | Posició a les llistes | Posició a les llistes | Posició a les llistes | Posició a les llistes | Posició a les llistes | Certificacions   | Venuts                             |
| Títol                                        | Detalls de l'àlbum                                                                                | US                    |                       |                       |                       |                       | Certificacions   | Venuts                             |
| -------------------------------------------- | ------------------------------------------------------------------------------------------------- | --------------------- | --------------------- | --------------------- | --------------------- | --------------------- | ---------------- | ---------------------------------- |
| The Mystery of Edwin Drood                   | - Data de publicació: 1985 - Segell: - Formats: CD, casset                                        | —                     | —                     | —                     | —                     | —                     |                  |                                    |
| Les Miserables                               | - Data de publicació: March, 1987 - Segell: - Formats: CD, casset                                 | —                     | —                     | —                     | —                     | —                     | - US: desconegut | - Món: desconegut - US: desconegut |
| Chess                                        | - Data de publicació: 1988 - Segell: - Formats: CD, casset                                        | —                     | —                     | —                     | —                     | —                     |                  |                                    |
| Aspects of Love                              | - Data de publicació: 1989 - Segell: - Formats: CD, casset                                        | —                     | —                     | —                     | —                     | —                     |                  |                                    |
| Metropolis                                   | - Data de publicació: 1989 - Segell: - Formats:CD, casset                                         | —                     | —                     | —                     | —                     | —                     |                  |                                    |
| Rags, A New American Musical                 | - Data de publicació: 1991 - Segell: - Formats: CD, casset                                        | —                     | —                     | —                     | —                     | —                     |                  |                                    |
| Unsung Sondheim                              | - Data de publicació: 1993 - Segell: - Formats: CD, casset                                        | —                     | —                     | —                     | —                     | —                     |                  |                                    |
| Sunset Boulevard                             | - Data de publicació: 13 de setembre de 1994 - Segell: - Formats: CD, casset                      | —                     | —                     | —                     | —                     | —                     |                  |                                    |
| Just in Time: Judy Kuhn Sings Jule Styne     | - Data de publicació: 31 de gener de 1995 - Segell: Varèse Sarabande/Varese - Formats: CD, casset | —                     | —                     | —                     | —                     | —                     |                  |                                    |
| Les Miserables - The Dream Cast a Concert    | - Data de publicació: 1995 - Segell: - Formats: CD, casset                                        | —                     | —                     | —                     | —                     | —                     |                  |                                    |
| Pocahontas                                   | - Data de publicació: 30 de maig de 1995 - Segell: Walt Disney - Formats: CD, casset              | —                     | —                     | —                     | —                     | —                     | - US: desconegut | - Món: desconegut - US: desconegut |
| As Thousands Cheer                           | - Data de publicació: 23 de març de 1999 - Segell: - Formats: CD, casset                          | —                     | —                     | —                     | —                     | —                     |                  |                                    |
| Mulan II                                     | - Data de publicació: 25 de gener de 2005 - Segell: Walt Disney - Formats: CD                     | —                     | —                     | —                     | —                     | —                     |                  |                                    |
| Serious Playground - The Songs of Laura Nyro | - Data de publicació: 2 d'octubre de 2007 - Segell: Ghostlight/Sh-K-Boom - Formats: CD            | —                     | —                     | —                     | —                     | —                     |                  |                                    |
| Pocahontas II: Journey to a New World        | - Data de publicació: 23 de novembre de 2009 - Segell: Walt Disney - Formats: CD                  | —                     | —                     | —                     | —                     | —                     |                  |                                    |
| Passion                                      | - Data de publicació: 2013 - Segell: PS Classics - Formats: CD                                    | —                     | —                     | —                     | —                     | —                     |                  |                                    |
| All This Happiness                           | - Data de publicació: 2013 - Segell: PS Classics - Formats: CD                                    | —                     | —                     | —                     | —                     | —                     |                  |                                    |
| Fun Home                                     | - Data de publicació: 19 de maig de 2015 - Segell: PS Classics - Formats: CD                      | —                     | —                     | —                     | —                     | —                     |                  |                                    |

### Singles
| Any  | Títol | Posició a les llistes | Posició a les llistes | Posició a les llistes | Posició a les llistes | Certificacions   | Àlbum                                    |
| Any  | Títol | US                    | US AC                 |                       |                       | Certificacions   | Àlbum                                    |
| ---- | --- | --------------------- | --------------------- | --------------------- | --------------------- | ---------------- | ---------------------------------------- |
| 1987 | "Rue Plument - In My Life" | —                     | —                     | —                     | —                     |                  | Les Miserables                           |
| 1987 | "A Heart Full of Love" | —                     | —                     | —                     | —                     |                  | Les Miserables                           |
| 1987 | "The Attack on the Rue Plumet" | —                     | —                     | —                     | —                     |                  | Les Miserables                           |
| 1987 | "Every Day" | —                     | —                     | —                     | —                     |                  | Les Miserables                           |
| 1987 | "Wedding Chorale" | —                     | —                     | —                     | —                     |                  | Les Miserables                           |
| 1987 | "Valjean's Death" | —                     | —                     | —                     | —                     |                  | Les Miserables                           |
| 1988 | "How Many Woman" (amb Philip Casnoff)                                                                                                | —                     | —                     | —                     | —                     |                  | Chess                                    |
| 1988 | "You Want to Lose Your Only Friend?" (amb Philip Casnoff)                                                                            | —                     | —                     | —                     | —                     |                  | Chess                                    |
| 1988 | "Someone Else's Story" | —                     | —                     | —                     | —                     |                  | Chess                                    |
| 1988 | "Terrace Duet" (amb David Carroll)                                                                                                   | —                     | —                     | —                     | —                     |                  | Chess                                    |
| 1988 | "Nobody's Side" | —                     | —                     | —                     | —                     |                  | Chess                                    |
| 1988 | "Heaven Help My Heart" | —                     | —                     | —                     | —                     |                  | Chess                                    |
| 1988 | "You and I" (amb David Carroll & Marcia Mitzman)                                                                                     | —                     | —                     | —                     | —                     |                  | Chess                                    |
| 1988 | "I Know Him So Well" | —                     | —                     | —                     | —                     |                  | Chess                                    |
| 1988 | "Lullaby (Apukad Eros Kezen)" | —                     | —                     | —                     | —                     |                  | Chess                                    |
| 1988 | "You i I (Reprise)" | —                     | —                     | —                     | —                     |                  | Chess                                    |
| 1989 | "Hold Back the Night" (amb Lindsey Danvers, Stifyn Parri & Robert Fardell)                                                           | —                     | —                     | —                     | —                     |                  | Metropolis                               |
| 1989 | "Children of Metropolis" | —                     | —                     | —                     | —                     |                  | Metropolis                               |
| 1989 | "Bring on the Night" | —                     | —                     | —                     | —                     |                  | Metropolis                               |
| 1989 | "You are the Light" (and Company) | —                     | —                     | —                     | —                     |                  | Metropolis                               |
| 1989 | "Futura's Dance" (and Company) | —                     | —                     | —                     | —                     |                  | Metropolis                               |
| 1989 | "Learning Song" (amb Children) | —                     | —                     | —                     | —                     |                  | Metropolis                               |
| 1989 | "Futura's Promise" | —                     | —                     | —                     | —                     |                  | Metropolis                               |
| 1989 | "Haven't You Finished With Me?" (amb Jonathan Adams)                                                                                 | —                     | —                     | —                     | —                     |                  | Metropolis                               |
| 1989 | "Let's Watch the World Go to the Devil (and Company)                                                                                 | —                     | —                     | —                     | —                     |                  | Metropolis                               |
| 1989 | "One of These Nights" | —                     | —                     | —                     | —                     |                  | Metropolis                               |
| 1993 | "What Can You Lose?" | —                     | —                     | —                     | —                     |                  | Unsung Sondheim                          |
| 1993 | "Let's Have Lunch" (amb Alan Campbell, Vincent Tumeo & Sal Mistretta)                                                                | —                     | —                     | —                     | —                     |                  | Sunset Boulevard                         |
| 1993 | "Every Movie's a Circus" (amb Alan Campbell)                                                                                         | —                     | —                     | —                     | —                     |                  | Sunset Boulevard                         |
| 1993 | "Every Movie's a Circus (Reprise)" (amb Vincent Tumeo & Alan Campbell)                                                               | —                     | —                     | —                     | —                     |                  | Sunset Boulevard                         |
| 1993 | "Girl Meets Boy" (amb Alan Campbell)                                                                                                 | —                     | —                     | —                     | —                     |                  | Sunset Boulevard                         |
| 1993 | "This Time Next Year" (amb Vincent Tumeo, Alan Campbell & Alan Oppenheimer)                                                          | —                     | —                     | —                     | —                     |                  | Sunset Boulevard                         |
| 1993 | "Girl Meets Boy (Reprise)" (amb Alan Campbell)                                                                                       | —                     | —                     | —                     | —                     |                  | Sunset Boulevard                         |
| 1993 | "Too Much a Love to Care" (amb Alan Campbell)                                                                                        | —                     | —                     | —                     | —                     |                  | Sunset Boulevard                         |
| 1993 | "The Final Scene" (amb Alan Campbell, Glenn Close & George Hearn)                                                                    | —                     | —                     | —                     | —                     |                  | Sunset Boulevard                         |
| 1995 | "You'll Never Get Away from Me" | —                     | —                     | —                     | —                     |                  | Just in Time: Judy Kuhn Sings Jule Styne |
| 1995 | "Time After Time" | —                     | —                     | —                     | —                     |                  | Just in Time: Judy Kuhn Sings Jule Styne |
| 1995 | "Saturday Night (Is the Loneliest Night of the Week)"                                                                                | —                     | —                     | —                     | —                     |                  | Just in Time: Judy Kuhn Sings Jule Styne |
| 1995 | "Just Around the Riverbend" | —                     | —                     | —                     | —                     |                  | Pocahontas                               |
| 1995 | "Colors of the Wind" | —                     | —                     | —                     | —                     | - US: desconegut | Pocahontas                               |
| 1999 | "How's Chances?" (amb Lou Bruno/Richard Chamberlain/Dr. David Evans/Howard McGillin/B.D. Wong)                                       | —                     | —                     | —                     | —                     |                  | As Thousands Cheer                       |
| 1999 | "Lonely Heart" (amb Lou Bruno & Dr. David Evans)                                                                                     | —                     | —                     | —                     | —                     |                  | As Thousands Cheer                       |
| 1999 | "Easter Parade" (amb Lou Bruno/Dr. David Evans/Howard McGillin)                                                                      | —                     | —                     | —                     | —                     |                  | As Thousands Cheer                       |
| 2005 | "Like Other Girls" (amb Beth Blankenship & Mandy Gonzalez)                                                                           | —                     | —                     | —                     | —                     |                  | Mulan II                                 |
| 2009 | "Where Do I Go From Here" | —                     | —                     | —                     | —                     |                  | Pocahontas II: Journey to a New World    |
| 2009 | "What a Day a London" | —                     | —                     | —                     | —                     |                  | Pocahontas II: Journey to a New World    |
| 2009 | "Between Two Worlds (End Title)" (amb Billy Zane)                                                                                    | —                     | —                     | —                     | —                     |                  | Pocahontas II: Journey to a New World    |
| 2013 | "Sometimes my father appeared to enjoy having children" (amb Beth Malone & Michael Cerveris)                                         | —                     | —                     | —                     | —                     |                  | Fun Home                                 |
| 2013 | "Welcome to Our House on Maple Avenue" (amb Beth Malone, Sydney Lucas, Griffin Birney, Noah Hinsdale, Michael Cerveris & Joel Perez) | —                     | —                     | —                     | —                     |                  | Fun Home                                 |
| 2013 | "Helen's Etude" (amb Beth Malone, Michael Cerevis, Sydney Lucas, Noah Hinsdale, Griffin Birney & Alexandra Socha)                    | —                     | —                     | —                     | —                     |                  | Fun Home                                 |
| 2013 | "I leapt out of the closet..." (amb Beth Malone, Sydney Lucas & Michael Cerveris)                                                    | —                     | —                     | —                     | —                     |                  | Fun Home                                 |
| 2013 | "Read a book..." (amb Michael Cerveris & Sydney Lucas)                                                                               | —                     | —                     | —                     | —                     |                  | Fun Home                                 |
| 2013 | "Shortly after we were married..." (amb Alexandra Socha)                                                                             | —                     | —                     | —                     | —                     |                  | Fun Home                                 |
| 2013 | "Days i Days" | —                     | —                     | —                     | —                     |                  | Fun Home                                 |

## Premis i nominacions
Font:IBDB
| Any  | Premi                      | Categoria                                      | Treball             | Resultat  |
| ---- | -------------------------- | ---------------------------------------------- | ------------------- | --------- |
| 1987 | Premi Tony                 | Millor actriu de repartiment de musical        | Les Misérables      | Nominat   |
| 1987 | Premi Drama Desk           | Actriu de repartiment de musical més destacada | Les Misérables      | Nominat   |
| 1987 | Premi Drama Desk           | Actriu de repartiment de musical més destacada | Rags                | Nominat   |
| 1988 | Premi Tony                 | Millor actriu protagonista de musical          | Chess               | Nominat   |
| 1988 | Premi Drama Desk           | Actriu de musical més destacada                | Chess               | Nominat   |
| 1989 | Premi Olivier              | Millor Actriu de Musical                       | Metropolis          | Nominat   |
| 1994 | Premi Tony                 | Millor actriu protagonista de musical          | She Loves Me        | Nominat   |
| 2001 | Premi Obie                 | 'Actuació                                      | Eli's Comin         | Guanyador |
| 2014 | Premi Lucille Lortel       | Actriu de repartiment de musical més destacada | Fun Home            | Guanyador |
| 2014 | Premi Outer Critics Circle | Actriu de repartiment de musical més destacada | Fun Home            | Nominat   |
| 2015 | Premi Drama League         | Actuació distingida                            | Fun Home            | Nominat   |
| 2015 | Premi Tony                 | Millor actriu de repartiment de musical        | Fun Home            | Nominat   |
| 2016 | Premi Grammy               | Millor àlbum de teatre musical                 | Fun Home            | Nominat   |
| 2020 | Premi Olivier              | Millor Actriu de Musical                       | Fiddler on the Roof | pendent   |